# Antonae nigropunctata
Antonae nigropunctata är en insektsart som beskrevs av Goding. Antonae nigropunctata ingår i släktet Antonae och familjen hornstritar. Inga underarter finns listade i Catalogue of Life.